# Hypsicera carnosa
Hypsicera carnosa är en stekelart som beskrevs av Chiu 1962. Hypsicera carnosa ingår i släktet Hypsicera och familjen brokparasitsteklar. Inga underarter finns listade i Catalogue of Life.